# Центральное бюро безопасности КПК
Центральное бюро безопасности КПК (кит. 中共中央办公厅警卫局) — китайский орган партийной и государственной безопасности, обеспечивающий политическую охрану и физическую защиту высшего руководства Компартии Китая, КНР и командования НОАК. Входит в структуру ЦК КПК. Подчинено Главному управлению ЦК КПК, Министерству общественной безопасности КНР и Генеральному штабу НОАК.

## При правлении Мао Цзэдуна
Подразделение охраны руководства Компартии Китая первоначально было учреждено в Сибайпо в апреле 1949 под названием Главное управление безопасности ЦК КПК. Первым его руководителем стал политкомиссар НОАК Ван Дунсин, близкий сподвижник Мао Цзэдуна, пользовавшийся его особым доверием. Несмотря на территориальную принадлежность провинции Хэбэй к Пекинскому военному округу, новая структура подчинялась по военной линии непосредственно Генеральному штабу НОАК.
Под командование Главного управления безопасности ЦК КПК была передана бригада войск общественной безопасности, укомплектованная личным составом, сведённым из нескольких полков. В силу особого статуса бригада получила название 2-я дивизия войск общественной безопасности НОАК.
В марте 1950 Управление получило название Центральное бюро безопасности КПК. На следующий год войсковое соединение было переименовано в Центральную гвардию, состоящую из трёх полков, каждый из которых насчитывал до тысячи бойцов. Характерно, что условием зачисления являлось наличие школьного образования — достаточно жёсткий критерий для начала 1950-х годов, когда большинство населения Китая было неграмотным.
Очередная реорганизация была произведена 9 июня 1953. Был создан Отряд 001 под командованием Ван Дусина, в задачу которому вменялась личная охрана Мао Цзэдуна, Чжоу Эньлая, других высших руководителей. Отдельный полк взял на себя охрану Чжуннаньхая и переподчинён Министерству общественной безопасности. Командир полка Чжан Яоцзы замыкался на министра Ло Жуйцина. В 1959 цифровой шифр «001» был изменён на «3747». В 1964 руководство Центральным бюро безопасности КПК вернулось к Ван Дунсину, подотчётному только Мао Цзэдуну. «Отряд 3747» был переименован в «Отряд 8341».
В период Культурной революции структура партийной безопасности отличалась необычной для общей ситуации стабильностью. Командиры и политкомиссары — Чжан Яоцзы, Чжан Хун, Ян Дэшэн, Ван Лянлун и другие — оставались на своих постах. Только сам Ван Дунсин временно отстранялся от руководства из-за подозрений в причастности к «заговору Линь Бяо», но вскоре был возвращён. Тогда же, в 1971, «Отряд 8341» был переименован в «Отряд 57003», затем «Отряд 57001», но через некоторое время восстановился цифровой шифр 8341.

## В борьбе за власть
Наиболее откровенное участие в политических процессах Центральное бюро безопасности и «Отряд 8341» приняли осенью 1976. После смерти Мао Цзэдуна радикальные маоисты из «Банды четырёх» планировали захват власти и распределение между собой высших партийно-государственных постов. Эти планы были сорваны. 9 октября 1976 «Отряд 8341» арестовал Цзян Цин, Чжан Чуньцяо, Яо Вэньюаня и Ван Хунвэня. В результате резко укрепились позиции Ван Дунсина, ставшего заместителем председателя ЦК КПК Хуа Гофэна.
По итогам пленума ЦК КПК в декабре 1978 Ван Дунсин как «ультралевый» был отстранён от должности начальника Центрального бюро безопасности и командующего «Отрядом 8341». Его сменил Ян Ин, ориентированный на Дэн Сяопина.

## Руководители
- Ван Дунсин (1949—1958)

- Лай Цюли (1958—1964)

- Ван Дунсин (1964—1978)

- Ян Ин (1978—1994)

- Юй Сихуэй (1994—2007)

- Цао Цин (2007—2015)

- Ван Шаоцзюнь (с 2015)

## Структура и задачи
Общая численность сотрудников и бойцов превышает 8 тысяч человек в 7 функциональных группах. Система функционирования Бюро целиком ориентирована на обеспечение безопасности и физическую защиту высшего руководства.
1-я группа охраняет пекинские резиденции высшего руководства (Чжуннаньхай), прилегающие территории, включая площадь Тяньаньмэнь, мавзолей Мао Цзэдуна, Дом народных собраний, лично генерального секретаря ЦК КПК и премьера Госсовета КНР, к ней относится «Отряд 61889» (бывший «8341»).
2-я группа контролирует базовый лагерь в Сишане.
4-я группа отвечает за Юйцюаньшань.
5-я группа охраняет пекинский «Гостевой дом», используемый для приёмов иностранных делегаций, провинциальных чиновников и крупных предпринимателей.
7-я группа контролирует VIP-зону и рекреационные территории Бэйдайхэ.
3-я и 6-я группы используются в качестве мобильных резервов.
В структуру Центрального бюро безопасности КПК входят два хозяйственных объекта — фабрика промтоваров и ферма сельхозпродукции (бывший конный завод) в Юйцюаньшане. Они обслуживают бытовые потребности высшего руководства КПК.
Зоны контроля Центрального бюро безопасности функционируют в особых режимах — внешнем и внутреннем (более жёстком). Развёртываются как патрули в форме, так и сотрудники в штатском. Используется особая форма органа безопасности и стандартная униформа НОАК. Подразделения оснащены различными вооружениями китайского и иностранного (в том числе бразильского) производства.

## Кадры и управление
Комплектование подразделений Бюро производится по тщательному индивидуальному отбору. Основные критерии — политическая благонадёжность, физическая подготовка, образовательный уровень, строгая дисциплинированность, владение всеми видами оружия.
Центральное бюро безопасности КПК входит в структуру ЦК КПК, но находится в тройном подчинении — Главного управления ЦК КПК, Министерства общественной безопасности КНР и Генерального штаба НОАК. По военному статусу Центральное бюро безопасности имеет статус дивизии НОАК. Соответственно, начальник Бюро носит генеральское звание. С марта 2015 Центральное бюро безопасности КПК возглавляет генерал-майор Ван Шаоцзюнь, ранее телохранитель нынешнего генерального секретаря ЦК КПК Си Цзиньпина.

## Политическое значение
Несмотря на формально узкие профессиональные задачи, Центральное бюро безопасности КПК играет в КНР серьёзную политическую роль. Аналитики утверждают, что контроль над силовым ресурсом Бюро (наряду с войсками Пекинского военного округа) был важным политическим активом Ху Цзиньтао, использованным в закулисной внутрипартийной борьбе. Начальник Бюро генерал Цао Цин (в 1976 участник ареста Цзян Цин) контролировал процесс отстранения Бо Силая.
Назначение полностью лояльного Ван Шаоцзюня рассматривается как важная веха в укреплении позиций Си Цзиньпина.